# Shotwell
Shotwell est un logiciel libre, conçu pour gérer des photos et des vidéos. Il est utilisé avec l’environnement de bureau GNOME. 
ll remplace F-Spot en tant qu’outil d’image standard dans plusieurs distributions Linux basées sur GNOME, telles que Fedora dans sa version 13 et Ubuntu dans la version 10.10. Il est écrit en Vala, et est initialement développé par Yorba.

## Fonctionnalités
Shotwell peut importer des photos et des vidéos directement à partir d'un appareil photo numérique (via gPhoto) même au format RAW. Il regroupe automatiquement les photos et vidéos par évènement, tags ou encore selon arborescence.
Ses fonctionnalités de traitement d'images incluent la rotation, le rognage, la suppression de l'effet yeux rouges, l'ajustement des niveaux et de la balance des couleurs. Le logiciel propose également une fonction d'amélioration automatique qui tente de deviner les niveaux appropriés pour la photo.
Shotwell dispose de fonctions de publication vers Facebook, Flickr, Google Photos, Piwigo et YouTube etc.

## Historique du développement
Bien qu'à l'origine le projet Shotwell ait aussi été compilé pour Microsoft Windows, ce n'est plus le cas depuis les versions sorties après l'été 2010.
La version 0.12, sortie le 27 mars 2012, apporte la prise en charge de GTK+ 3.
En janvier 2014, la Fondation Yorba annonce qu'elle arrête le développement de nouvelles fonctionnalités pour Shotwell pour ne continuer que sa maintenance ; l'équipe responsable du projet elementary OS décide de son côté d'en réaliser pour celui-ci un fork : Pantheon Photos,.
À compter de la version 0.22.1 de Shotwell parue le 15 avril 2016, un nouveau mainteneur (Jens Georg) reprend les rênes du projet.